# Dryopteris campyloptera
Dryopteris campyloptera är en träjonväxtart som först beskrevs av Kze., och fick sitt nu gällande namn av John Richard Clarkson. Dryopteris campyloptera ingår i släktet Dryopteris och familjen Dryopteridaceae. Inga underarter finns listade.

## Bildgalleri

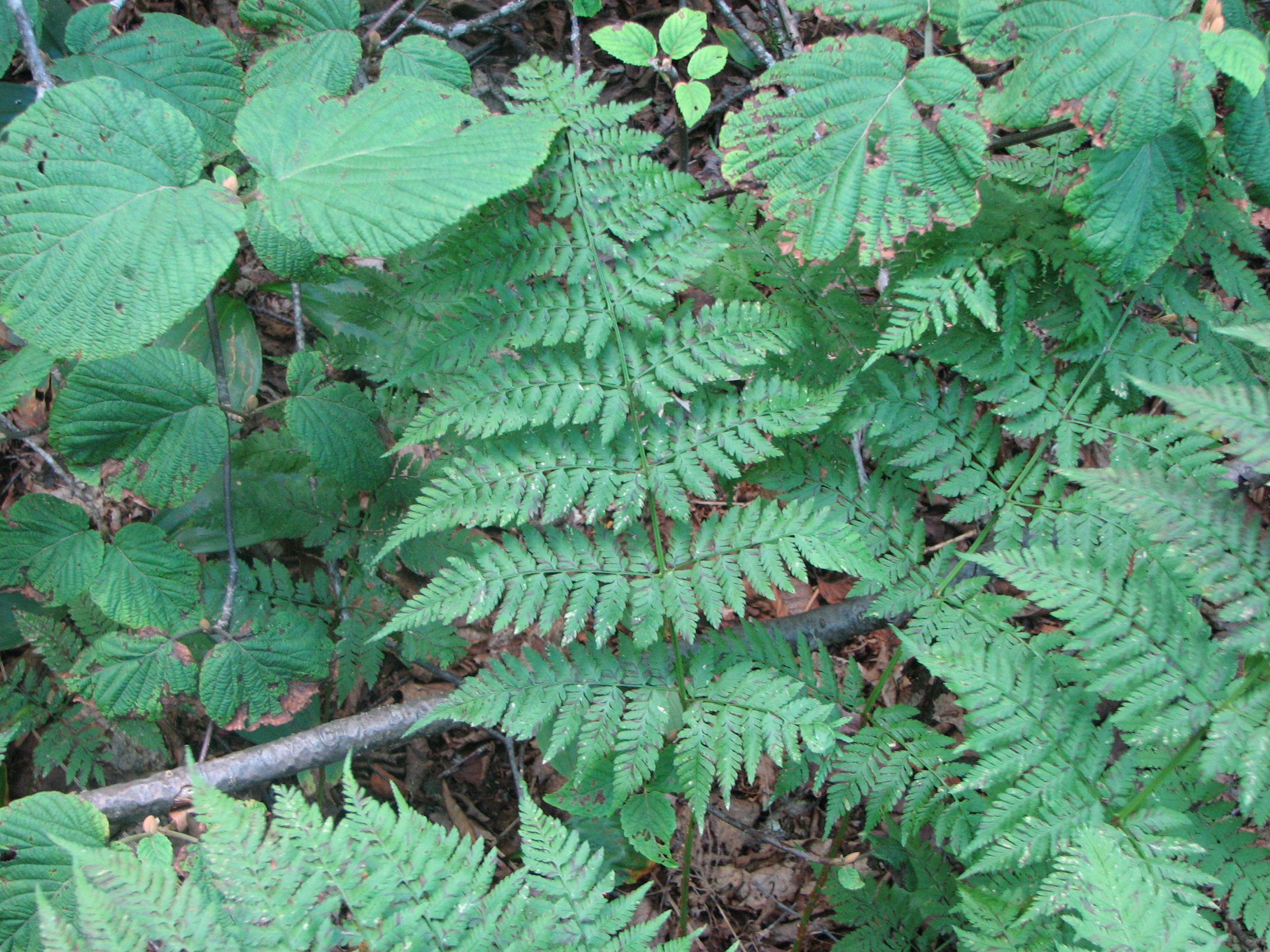